# Meteorologiåret 2012

## Händelser

### Januari
- Den amerikanska vädertjänsten NOAA meddelar att 2011 var det elfte varmaste året någonsin globalt sett och det tredje varmaste för Sverige.[SMHI 1]

### Februari
- Inledningen av februari - Ett kraftigt högtryck har under några dagar i slutet av januari och början av februari sitt centrum över Finland. I Haparanda mättes ett lufttryck på 1058,0 hPa upp, vilket är det högsta lufttrycket i Sverige sedan 1972.[SMHI 2] Högtrycket gjorde så att det blev rejält kallt. I Naimakka uppmätte man -42,8 °C den 6 februari.

### Mars
- 22 mars – 19,0 °C uppmäts i Uppsala vilket blir ett nytt värmerekord för månaden där.[1]

### April
- April
  - Sverige upplever den kallaste aprilmånaden sedan 1998.[2] Flera stationer noterade även att april var kallare än den mycket varma mars-månaden, vilket är första gången sedan 1992.[3]
- 7 april – Delar av Götaland och Svealand får uppleva påsksnö.[2]

### Maj
- 25 maj – 29,8 °C uppmäts i Falun-Lugnet och Arvika vilket är den högsta majtemperaturen sedan 2000.[4]

### Juni
- Stora delar av Sverige upplever en sval och regnig sommar.[5]
- 2 juni – 4,7 °C uppmätts i Stockholm mitt på dagen (14:00) vilket är den kallaste temperaturen man under dagtid har uppmätt i huvudstaden en junidag sedan 1928. Regn och blåst orsakade även att många av maratonlöparna i Stockholm Marathon hade svårt att hålla värmen.[6]
- 22 juni – En stabilisering runt midsommar resulterade soligt midsommarväder trots det annars mycket regniga junivädret.[6]

### Juli
- 7 juli – Hinshult i Småland uppmätte en dygnsnederbörd på 163 millimeter, vilket blir den femte största dygnsmängd som rapporterats från en officiell svensk station.[7]

### Augusti
- 1 augusti - Hösten ankom till Kebnekaise, noterbart är att det inte blev någon sommar vid Kebnekaise detta år.
- 20 augusti - Sveriges årshögsta temperatur uppmättes i Lund med 32,1 °C. Att årets högsta temperatur uppmätts så sent på året är ovanligt.[8]

### September
- 13 september - Organisationen WMO har kommit fram till att det 90 år gamla värmerekordet i Libyen är felaktigt. Detta då observatören var oerfaren bland annat. Det nya värmerekordet i världen är +56,8 grader i Death Valley, USA. [SMHI 3]

### Oktober
- 20 oktober - 19,7 °C uppmätts i Helsingborg vilket är den högsta temperatur man uppmätt så sent på året.[9]

### November
- Vintern anlände till vissa delar av Sverige i slutet av oktober men blev tillbakapressad i början av november i samband med ett lågtrycksområde. Därefter kom mildluften att dominera tills ett snöfallsområde kom in i slutet av månaden.[10]

### December
- Inledningen av december - Imponerande mängder nysnö faller i södra och mellersta Sverige.[11]
- 24 december - En "vit jul" inträffar i praktiskt taget hela Sverige (undantaget sydligaste Skåne).
- 31 december - 42 millimeter regn uppmätts i Torup vilket är den största nederbördsmängden i form av regn som uppmätts på en nyårsafton. Notera att högre nederbördsmängder i samma område förekom på nyårsaftonen 1985 fast då föll nederbörden som snö.

### Fotnoter
1. ↑   Solig mars med rekordvärme SMHI. Läst 6 januari 2013.
2. 1 2  April 2012 - Nederbördsrik och inledningsvis kall aprilmånad Arkiverad 27 oktober 2012 hämtat från the Wayback Machine.
3. ↑  ”Ovanliga kombinationer av månadsmedeltemperaturer”. Arkiverad från originalet den 16 november 2012. https://web.archive.org/web/20121116063349/http://www.smhi.se/kunskapsbanken/ovanliga-kombinationer-av-manadsmedeltemperaturer-1.21667. Läst 2 april 2013.
4. ↑   Maj 2012 - Omväxlande med en känning av sommar Arkiverad 28 juli 2013 hämtat från the Wayback Machine.
5. ↑  Sommaren 2012 - Varmluften undvek Sverige med kuslig precision Arkiverad 15 maj 2013 hämtat från the Wayback Machine.
6. 1 2  Juni 2012 - Svalt och regnigt Arkiverad 12 juni 2013 hämtat från the Wayback Machine.
7. ↑  Juli 2012 - Sommarregnen fortsatte med en del soligare avbrott Arkiverad 12 juni 2013 hämtat från the Wayback Machine.
8. ↑  Augusti 2012 - Ännu en ostadig sommarmånad Arkiverad 12 juni 2013 hämtat från the Wayback Machine.
9. ↑  Oktober 2012 - Blött och kyligt Arkiverad 26 januari 2013 hämtat från the Wayback Machine.
10. ↑  November 2012 – Mild månad med händelserik avslutning Arkiverad 26 januari 2013 hämtat från the Wayback Machine.
11. ↑  December 2012 – Mycket snö i början, men till nyåret kraftigt regn i söder Arkiverad 16 januari 2013 hämtat från the Wayback Machine.

1. ↑  ”2011 blev ett varmt år, både globalt och i Sverige”. SMHI. http://www.smhi.se/nyhetsarkiv/2011-blev-ett-varmt-ar-bade-globalt-och-i-sverige-1.19746. Läst 2 februari 2012.
2. ↑  ”Höga lufttryck- svenskt februarirekord”. SMHI. http://www.smhi.se/nyhetsarkiv/hoga-lufttryck-svenskt-februarirekord-1.19784. Läst 2 februari 2012.
3. ↑  ”Värmerekordet har underkänts”. SMHI. http://www.smhi.se/nyhetsarkiv/varmerekord-underkant-efter-90-ar-1.24833. Läst 16 september 2012.